# Roudno
Roudno (německy Rautenberg) je obec ležící u Slezské Harty v okrese Bruntál. Má 210 obyvatel.

## Části obce
- Roudno
- Volárna

## Název
Původní podoba jména vesnice byla Rudno a označovala místo, kde se těžila (měděná) ruda. Do němčiny bylo jméno přejato jako Raudenberg (přidáním přípony -berg ("hora")). Z 18. století je poprvé doloženo nářeční Rautenberg, které se prosadilo ve 20. století.

## Historie
První písemná zmínka o obci pochází z roku 1397.

### Vývoj počtu obyvatel
Počet obyvatel celé obce Roudno podle sčítání nebo jiných úředních záznamů:
| Rok            | 1869 | 1880 | 1890 | 1900 | 1910 | 1921 | 1930 | 1950 | 1961 | 1970 | 1980 | 1991 | 2001 |
| -------------- | ---- | ---- | ---- | ---- | ---- | ---- | ---- | ---- | ---- | ---- | ---- | ---- | ---- |
| Počet obyvatel | 1232 | 1139 | 1013 | 996  | 943  | 846  | 809  | 439  | 463  | 429  | 352  | 223  | 204  |

1. ↑  z toho: 4 Čechoslováci, 799 Němců; 801 řím. kat., 7 evang., 1 čsl.
2. ↑  z toho: 181 Čechů, Moravanů a Slezanů, 16 Slováků, 1 Polák; 75 řím. kat., 1 čsl. hus., 4 evang., 99 bez vyzn.

V celé obci Roudno je evidováno 127 adres : 125 čísla popisná (trvalé objekty) a 2 čísla evidenční (dočasné či rekreační objekty). Při sčítání lidu roku 2001 zde bylo napočteno 94 domů, z toho 68 trvale obydlených.
Počet obyvatel samotného Roudna podle sčítání nebo jiných úředních záznamů:
| Rok            | 1869 | 1880 | 1890 | 1900 | 1910 | 1921 | 1930 | 1950 | 1961 | 1970 | 1980 | 1991 | 2001 |
| -------------- | ---- | ---- | ---- | ---- | ---- | ---- | ---- | ---- | ---- | ---- | ---- | ---- | ---- |
| Počet obyvatel | 1159 | 1059 | 940  | 922  | 886  | 799  | 767  | 402  | 436  | 396  | 345  | 218  | 189  |

1. ↑  z toho: 4 Čechoslováci, 757 Němců; 759 řím. kat., 7 evang., 1 čsl.

V samotném Roudně je evidováno 114 adres : 112 čísel popisných a 2 čísla evidenční. Při sčítání lidu roku 2001 zde bylo napočteno 84 domů, z toho 63 trvale obydlených.

## Společenský život
Samospráva obce od roku 2016 vyvěšuje 5. července moravskou vlajku.

## Osobnosti
- Joseph Plaschke (1731–1782), jeden z prvních misionářů Moravské církve v Indii[10]

## Pamětihodnosti
- Kostel sv. Michala je kulturní památkou ČR.[11]
- Kaple svatých Petra a Pavla na vrchu Velký Roudný s Křížovou cestou
- Venkovský dům čp. 58